# Nestor Omar Piccoli
Nestor Omar Piccoli (født 20. januar 1965) er en tidligere argentinsk fodboldspiller og træner.